# Хилден
Хилден (њем. Hilden) град је у њемачкој савезној држави Северна Рајна-Вестфалија. Једно је од 10 општинских средишта округа Метман. Према процјени из 2010. у граду је живјело 55.961 становника. Посједује регионалну шифру (AGS) 5158016, NUTS (DEA1C) и LOCODE (DE HID) код.

## Географски и демографски подаци
Хилден се налази у савезној држави Северна Рајна-Вестфалија у округу Метман. Град се налази на надморској висини од 50 метара. Површина општине износи 26,0 km². У самом граду је, према процјени из 2010. године, живјело 55.961 становника. Просјечна густина становништва износи 2.156 становника/km².

## Међународна сарадња
| Мјесто    | Држава               | Врста сарадње | Од    |
| --------- | -------------------- | ------------- | ----- |
| Марибор   | Словенија            | контакт       | 1998. |
| Ворингтон | Уједињено Краљевство | партнерство   | 1975. |
|           | Чешка                | партнерство   | 1990. |
| Извор     |                      |               |       |